# Fabien Canal
Fabien Canal (ur. 4 kwietnia 1989 w Belfort) – francuski kolarz górski i szosowy, złoty medalista mistrzostw świata i trzykrotny medalista mistrzostw Europy MTB.

## Kariera
Największy sukces w karierze Fabien Canal osiągnął w 2011 roku, kiedy wspólnie z Victorem Koretzkym, Julie Bresset i Maximem Marottem zdobył złoty medal w sztafecie cross-country podczas mistrzostw świata MTB w Champéry. W tej samej konkurencji i tym samym roku zdobył również złoto na mistrzostwach Europy w Dohnánach. Ponadto na rozgrywanych cztery lata wcześniej mistrzostwach Europy w Kapadocji zdobywał srebrne medale w sztafecie i indywidualnej rywalizacji juniorów. Startuje także w wyścigach szosowych, ale bez sukcesów. Nie brał udziału w igrzyskach olimpijskich.